# Herb Vollmer
Herbert Eberhard Jordan Vollmer, detto Herb (New York, 15 febbraio 1895 – New York, 8 novembre 1961), è stato un pallanuotista statunitense, vincitore di una medaglia di bronzo all'olimpiade di Parigi 1924.

## Palmares
- Bronzo Giochi di Parigi 1924